# Нам Ухён
Нам У Хён (англ. Nam WooHyun; кор. 남우현) — южнокорейский певец, автор песен и актёр. Первый дебют состоялся 9 мая 2016 года с мини-альбомом Write... Сейчас Нам У Хён является участником мужской группы Infinite.

## Дискография

### Мини-альбомы
- Write.. (2016)
- Second Write.. (2018)
- A New Journey (2019)

## Фильмография

### Фильмы
- INFINITE Concert Second Invasion Evolution The Movie 3D (2012)
- Grow: Infinite’s Real Youth Life (2014)

### Телевидение
- Tooniverse (2011)
- The Thousandth Man (2012)
- Hi School Love On! (2014)

### Театр
- Gwanghwamun Sonata (2012)